# Margaret Murdock
Margaret Murdock wcześniej Thompson (ur. 25 sierpnia 1942 w Topeka) – amerykańska strzelczyni sportowa. Srebrna medalistka olimpijska z Montrealu.
Zawody w 1976 były jej jedynymi igrzyskami olimpijskimi. Po medal sięgnęła w konkurencji karabinu małokalibrowego w trzech postawach, pokonał ją – po dogrywce – rodak Lanny Bassham. Jej medal był pierwszym krążkiem olimpijskim zdobytym przez kobietę w strzelectwie – nie obowiązywał wówczas podział konkurencji ze względu na płeć. Łącznie na mistrzostwach świata i w igrzyskach panamerykańskich zdobyła trzydzieści medali (22 złote, 6 srebrnych i 2 brązowe), w tym także w rywalizacji z mężczyznami. Indywidualnie zdobyła cztery złote medale światowego czempionatu, m.in. w trzech postawach na dystansie 50 metrów w 1966 i 1970 (w rywalizacji kobiet).